# Atelopus barbotini
Atelopus barbotini je druh žáby z čeledi ropuchovitých endemický pro vrchoviny střední Francouzské Guyany.
Dříve byl Atelopus barbotini považován za součást druhu atelopus amazonský. Není jasné, zda se jedná o samostatný druh nebo skupinu příbuzných druhů. V minulosti byl rovněž nazýván jako atelopus žlutavý.
Druhu Atelopus barbotini věnovalo prostor několik publikací. V roce 2005 v časopise Molecular Ecology Noonan a Gaucher uvedli, že v souladu s existujícími důkazy druhy Atelopus barbotini a atelopus amazonský pravděpodobně nejsou konspecifické (tj. nejsou příslušníky stejného druhu). V taxologii druhu však neprovedli žádné změny. V roce 2011 Lötters, van der Meijden a kolektiv zveřejnili tvrzení, podle nějž Atelopus barbotini není konspecifický s atelopem amazonským, může však být konspecifický s atelopem žlutavým.